# Oleksandrivka, Jașkiv
Oleksandrivka (în ucraineană Олександрівка) este o comună în raionul Jașkiv, regiunea Cerkasî, Ucraina, formată numai din satul de reședință.

## Demografie
Componența lingvistică a comunei Oleksandrivka
     Ucraineană (99,26%)
     Alte limbi (0,25%)
Conform recensământului din 2001, majoritatea populației comunei Oleksandrivka era vorbitoare de ucraineană (99,26%), existând în minoritate și vorbitori de alte limbi.